# Epi (sopka)
Epi je aktivní podmořská kaldera v jihozápadní části Tichého oceánu. Rozkládá se východně od ostrova Epi, náležící do souostrovního státu Vanuatu. Poslední erupce sopky se odehrála 1. února 2023.

## Popis
Podmořská kaldera leží přibližně 6 km východně od ostrova Epi. Nejbližšími sousedními sopkami v přilehlém okolí jsou: Lopevi (15 km severně) a podmořské kaldera Kuwae (25 km jihovýchodně). Podél severního okraje Epi se ze západu na východ rozkládá trojice sopečných kuželů (Epi A, Epi B a Epi C), skrz níž probíhá sopečná aktivita. Epi A se skládá ze širokého kráteru s nejvyšším bodem umístěným 124 metrů pod hladinou moře. Nejmělčím kuželem je Epi B. Jeho vrchol je situován v hloubce pouhých 34 metrů. Naopak nejhlubší je Epi C, ležící 169 metrů pod hladinou. Při výzkumu provedeném v roce 1988 se nalezly čedičové a dacitové produkty, emitované z první dvojice sopek.

## Eruptivní historie
Kaldera Epi má evidováno devět erupcí: 1920, 1953, 1958, 1960, 1979, 1999, 2002, 2004 a 2023. Nejsilnější byla ta z roku 1953, která na indexu vulkanické aktivity dosáhla hodnoty VEI 3. Nejisté erupce, u nichž se nedokázalo potvrdit, zda skutečně proběhly, se objevily v letech: 1953 (listopad), 1971, 1972, 1973, 1974 a 1988.